# Nukufetau
Nukufetau é um dos nove atóis da nação oceânica de Tuvalu. O atol foi reivindicado pelos Estados Unidos (não no âmbito das Ilhas Guano) em 1800 e cedido em um tratado de amizade em 1979, que somente entrou em vigor em 1983. Segundo o censo de 2002 tem uma população de 586 habitantes e é constituído por pelo menos 33 ilhas.[carece de fontes?]

## Ilhas de Nukufetau
- Faiava Lasi
- Fale
- Funaota
- Kongo Loto Lafanga
- Lafanga
- Matanukulaelae
- Motufetau
- Motulalo
- Motuloa (norte de Nukufetau)
- Motuloa (sul de Nukufetau)
- Motumua
- Niualuka
- Niuatui
- Oua
- Sakalua
- Savave
- Teafatule
- Teafuaniua
- Teafuanonu
- Teafuone
- Temotuloto
- e mais 12 ilhas.

## Pessoas locais notáveis
Uma pessoa local notável é Saufatu Sopoanga, Primeiro Ministro de Tuvalu de 2002-2004, e que representou Nukufetau no Parlamento de Tuvalu por alguns anos.